# کوسکوس‌های خال‌دار
کوسکوس‌های خال‌دار (نام علمی: Spilocuscus) سرده‌ای از کیسه‌داران عضو تیره درخت‌نوردان کیسه‌دار است که شامل ۵ گونه کوسکوس می‌شود.
- سرده Spilocuscus
  - کوسکوس جزیره آدمیرالتی (Spilocuscus kraemeri)
  - کوسکوس خالدار معمولی (Spilocuscus maculatus)
  - کوسکوس وایجیو (Spilocuscus papuensis)
  - کوسکوس خالدار خال‌سیاه (Spilocuscus rufoniger)
  - کوسکوس خالدار چشم‌آبی (Spilocuscus wilsoni)